# Třída Leander
Třída Leander byla třída lehkých křižníků britského královského námořnictva a australského námořnictva. Celkem bylo postaveno osm jednotek této třídy. Ve službě byly od roku 1933. Křižníky se účastnily druhé světové války. Tři byly ve válce potopeny. Zahraničními uživateli bylo novozélandské královské námořnictvo a indické námořnictvo.

## Stavba
Celkem bylo ve dvou skupinách postaveno osm jednotek této třídy. První skupinu třídy Leander tvořilo pět plavidel. Do služby byly přijaty v letech 1933–1936. Byly to jediné britské křižníky od 80. let 19. století, které měly pouze jeden komín. Druhá tříčlenná skupina byla postavena ve třech kusech, z toho jeden pro Austrálii. Lišila se rozdělením pohonného systému do dvou oddělených celků, aby nedošlo k jejich zničení jedním zásahem.
Jednotky třídy Leander:
| Jméno               | Podtřída | Loděnice                  | Založení kýlu    | Spuštění na vodu   | Přijetí do služby | Status |
| ------------------- | -------- | ------------------------- | ---------------- | ------------------ | ----------------- | --- |
| Achilles            | Leander  | Cammell Laird             | 11. června 1931  | 1. září 1932       | 6. října 1933     | V letech 1941–1946 zapůjčen na Nový Zéland. Od roku 1948 provozován indickým námořnictvem jako INS Delhi (C74). Sešrotován 1978. |
| Ajax                | Leander  | Vickers-Armstrong, Barrow | 7. února 1933    | 1. března 1934     | 12. dubna 1935    | Prodán do šrotu 1949. |
| Leander             | Leander  | Devonport Dockyard        | 8. září 1930     | 24. září 1931      | 24. března 1933   | V letech 1941–1945 zapůjčen na Nový Zéland. Prodán do šrotu 1949.                                                                |
| Neptune             | Leander  | Portsmouth Dockyard       | 24. září 1931    | 31. ledna 1933     | 23. února 1934    | Dne 19. prosince 1941 se ve Středomoří potopil po najetí na několik min.                                                         |
| Orion               | Leander  | Devonport Dockyard        | 26. září 1931    | 24. listopadu 1932 | 18. ledna 1934    | Prodán do šrotu 1949. |
| Hobart (ex Apollo)  | Perth    | Devonport Dockyard        | 15. srpna 1933   | 9. října 1934      | 13. ledna 1936    | Dne 29. září 1939 převeden Austrálii. Prodán do šrotu 1962.                                                                      |
| Perth (ex Amphion)  | Perth    | Portsmouth Dockyard       | 26. června 1933  | 27. července 1934  | 6. července 1936  | Dne 25. července 1939 převeden Austrálii. Dne 1. března 1942 potopen japonským námořnictvem v bitvě v Sundském průlivu.          |
| Sydney (ex Phaeton) | Perth    | Swan Hunter               | 8. července 1933 | 22. září 1934      | 24. září 1935     | Dne 19. listopadu 1941 byl potopen německým pomocným křižníkem Kormoran.                                                         |

## Konstrukce

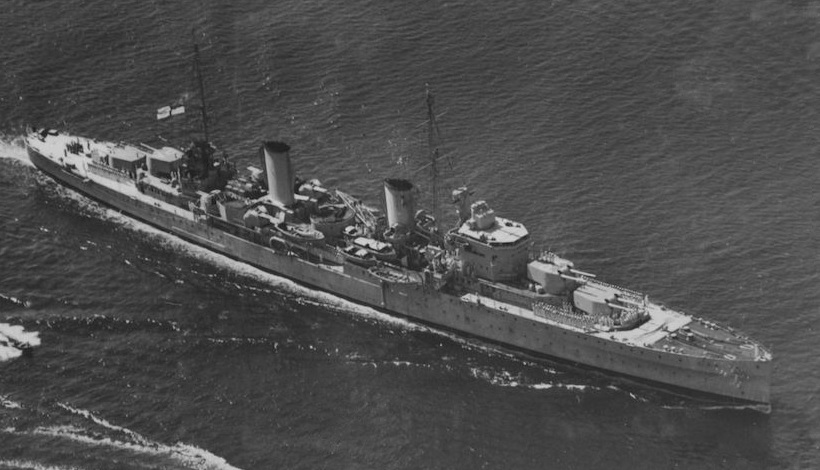
HMAS Perth

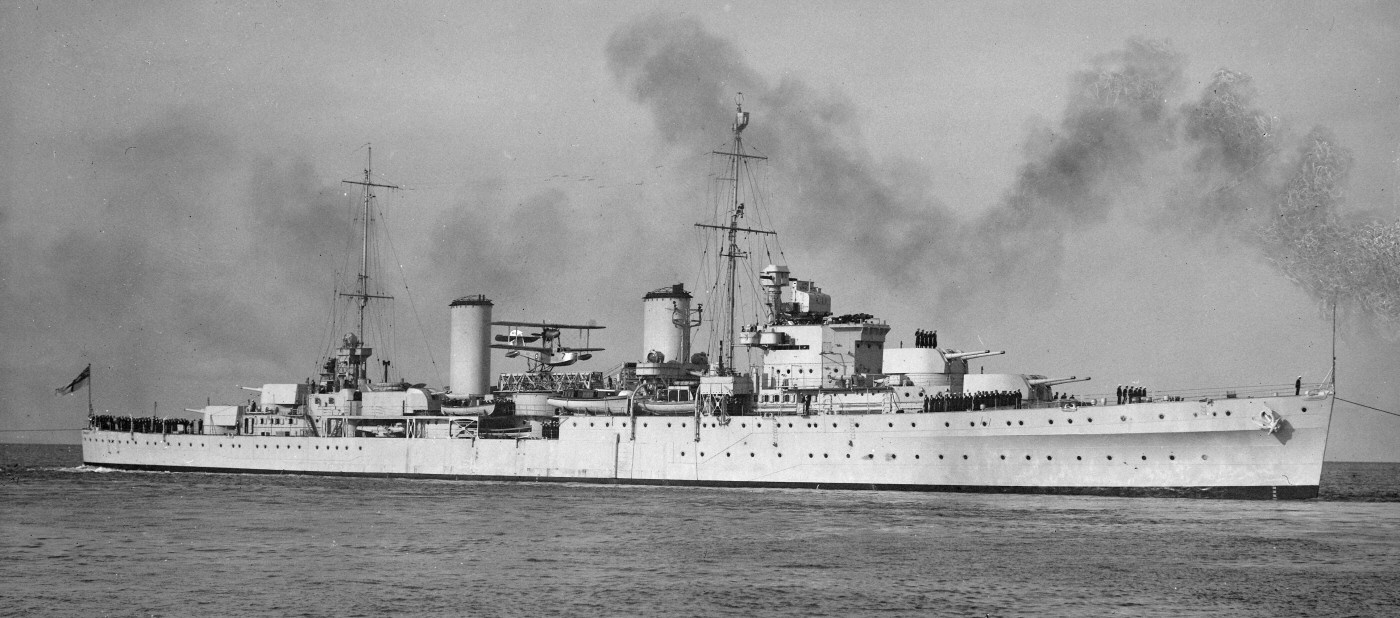
HMAS Hobart

Hlavní výzbroj křižníku tvořilo osm 152mm/50 kanónů BL Mk.XXIII umístěných ve čtyřech dvoudělových věžích. Doplňovaly je čtyři dvouúčelové 102mm/45 kanóny QF Mk.V HA a dva čtyřhlavňové 533mm torpédomety. Nesená torpéda byla verze Mk.IX. Vybaveny byly katapultem a jedním hydroplánem (postupně typy Fairey Seafox, Fairey Swordfish a Supermarine Walrus). Pohonný systém tvořilo šest tříbubnových kotlů Admiralty a čtyři turbínová soustrojí Parsons o výkonu 72 000 shp, pohánějící čtyři lodní šrouby. Nejvyšší rychlost dosahovala 32,5 uzlu.

### Modifikace
Během služby byla zejména zesilována protiletadlová výzbroj plavidel. Například na většině plavidel byly 102mm kanóny nahrazeny dvojnásobným počtem 102mm kanónů Mk.XVI ve dvouhlavňové lafetaci. Dále byly přidávány 40mm a 20mm kanóny. Složení lehké výzbroje se u jednotlivých plavidel lišilo. Na křižnících Achilles a Leander byla odstraněna zadní dělová věž a nahrazena protiletadlovými kanóny. Na plavidlech první skupiny byl za války odstraněn katapult s hydroplánem.

## Operační služba

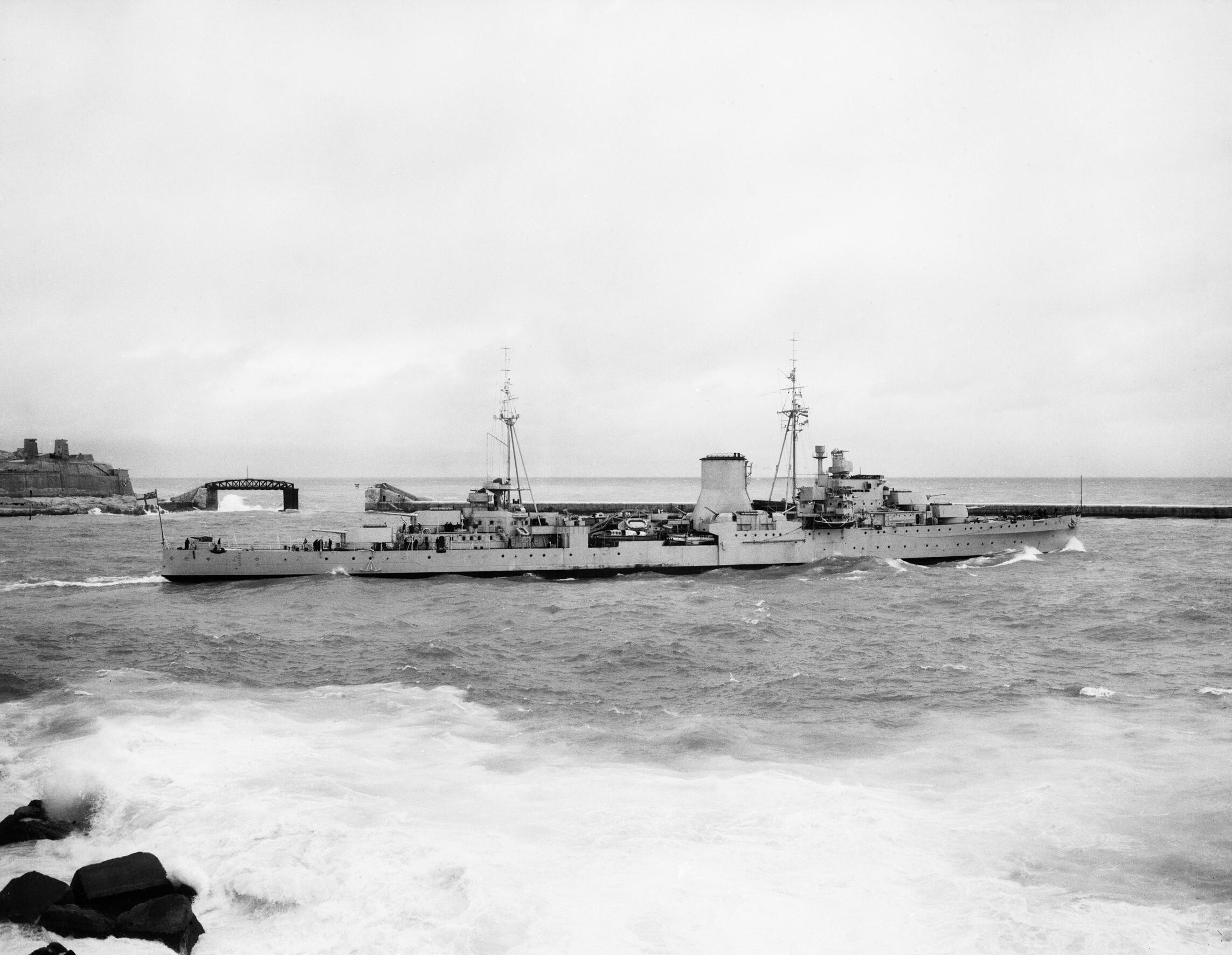
HMS Ajax

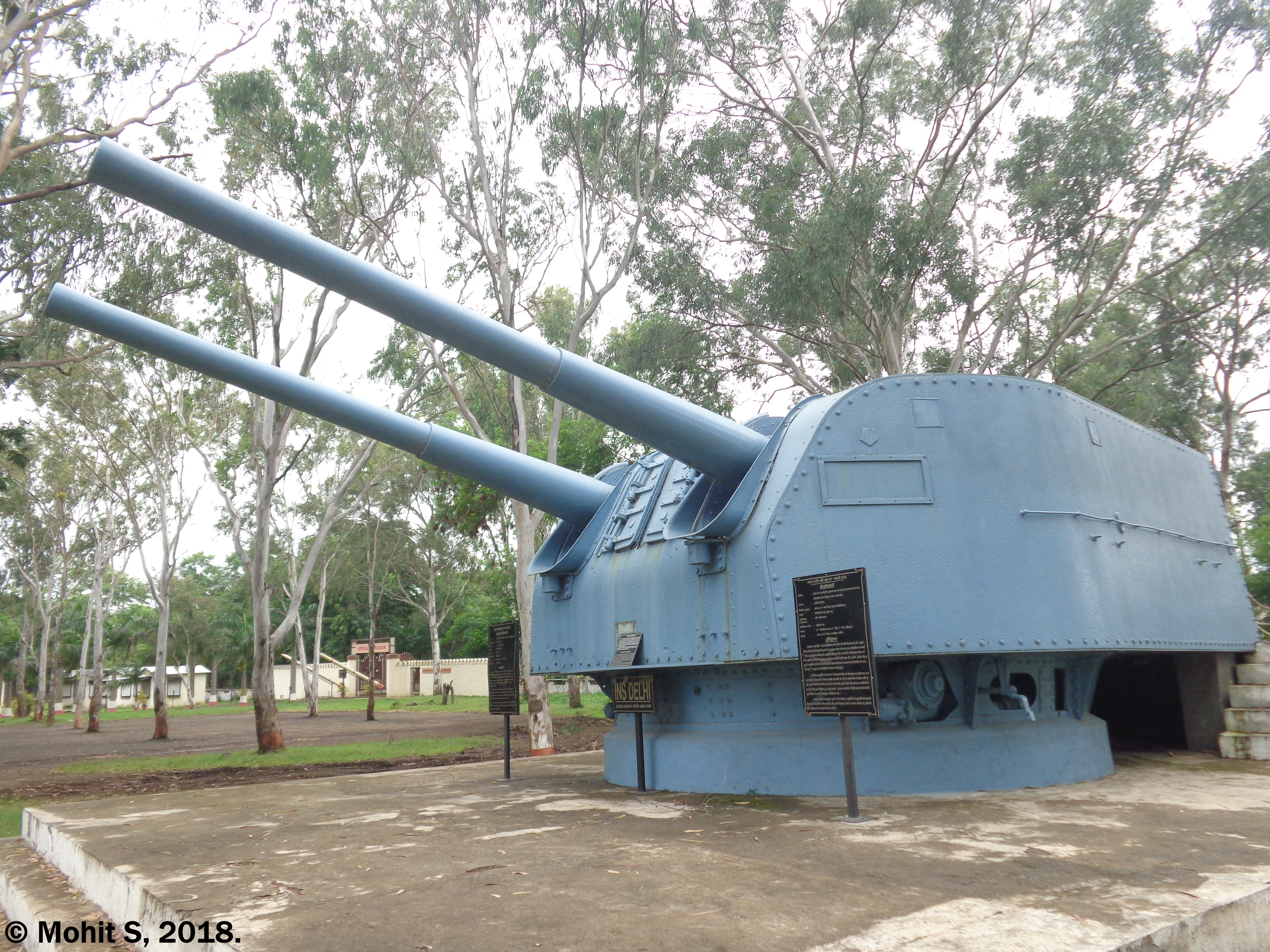
Dochovaná dělová věž křižníku Delhi (ex Achilles)

Lehké křižníky Ajax a Achilles se spolu s těžkým křižníkem HMS Exeter v prosinci 1939 utkaly s německým těžkým křižníkem Admiral Graf Spee v bitvě u ústí Rio de La Plata. Exeter zde sice byl těžce poškozen, Admiral Graf Spee však určitá poškození také utrpěl a jeho kapitán ho později raději sám potopil.
Dne 19. července 1940 se Sydney v bitvě u mysu Spatha podílel na potopení italského lehkého křižníku Bartolomeo Colleoni. V červenci 1940 se Sydney, Orion a Neptune účastnily bitvy u Punta Stilo. V listopadu 1940 se Orion, Ajax a Sydney účastnily útoku na Taranto.
V březnu 1941 Ajax, Orion, Sydney a Perth bojovaly v bitvě u Matapanu. V květnu 1941 byl Orion těžce poškozen náletem při evakuaci Kréty. Dne 11. listopadu 1941 se lehký křižník Sydney západně od Austrálie střetl s německým pomocným křižníkem Kormoran. Kormoran jej dokonale překvapil a rychle potopil, ale sám po bitvě také klesl ke dnu.
Lehký křižník Perth nejprve bojoval v bitvě v Jávském moři a poté byl ztracen během bitvy v Sundském průlivu počátkem roku 1942. Hobart byl součástí spojeneckých sil v bitvě v Korálovém moři. Neptune se potopil po najetí na několik (3–4 ks) min 19. prosince 1942.
Leander byl v červenci 1943 těžce poškozen zásahem japonského torpéda v bitvě u ostrova Kolombangara. Oprava trvala plných 25 měsíců.